# Приимков-Ростовский, Михаил Андреевич
Князь Михаил Андреевич Приимков-Ростовский — завоеводчик, воевода и наместник во времена правления Ивана IV Васильевича Грозного.
Из княжеского рода Приимковы-Ростовские. Младший из четырёх сыновей князя Андрея Дмитриевича Приимкова-Ростовского, упомянутого в 1544 году вторым воеводой войск правой руки в Казанском походе и в 1551 году шестым воеводой посланным под Оршу против поляков. Имел братьев, князей: воеводу Бориса, голову и есаула Григория и рынду Романа.

## Биография
В октябре 1551 года записан десятым в третью статью московских детей боярских. В этом же году девятнадцатый завоеводчик в походе к Полоцку. В 1559 году годовал третьим воеводой в Свияжске. В 1560 году первый воевода для вылазок там же. В 1576 году упомянут наместником в Юрьеве-Ливонском.

## Семья
От брака с неизвестной имел детей:
- Князь Приимков-Ростовский Дмитрий Михайлович по прозванию "Дрыган" — воевода.
- Князь Приимков-Ростовский Андрей Михайлович — голова и воевода.